# Хаймре
Ха́ймре — деревня в волости Мярьямаа уезда Рапламаа, Эстония. 

## География и описание
Расположена в 56 км к югу от Таллина и в 23 км к юго-западу от уездного центра — города Рапла, в одном километре от трассы Таллин—Пярну. Высота над уровнем моря — 53 метра.
Официальный язык — эстонский. Почтовый индекс — 78202.

## Население
По данным переписи населения 2021 года, в деревне проживали 50 человек, из них 49 (98,0 %) — эстонцы.
Численность населения деревни Хаймре по данным переписей населения:
| Год  | 1950 | 1970 | 1979  | 1989  | 2000  | 2011 | 2021 |
| ---- | ---- | ---- | ----- | ----- | ----- | ---- | ---- |
| Чел. | 115  | ↘ 94 | ↗ 123 | ↘ 115 | ↘ 103 | ↘ 64 | ↘ 50 |

## История
Впервые деревня упоминается как мыза Геймар (Heymer) в 1420 году, когда она была владением епископа. Основателем считается балтийский немец, епископ Саарема-Вик. В XV—XVII века мыза принадлежала семье Фаренсбахов. В 1425 году Вильгельм I после длительных разбирательств с церковью выиграл мызу для своей семьи. Последним из Фаренсбахов мызой владел Дитрих IV, скончавшийся в мае 1637 года. Далее мызой владела его старшая дочь, которая породнилась с Врангелями. В 1694 году мыза перешла к семье Гастфер, в 1720 — семье Буль, в 1750 году — первое владение семьёй Икскюлей, в 1768 имущество было передано семье Гойнинген-Гюне, в 1799 вернулось семье Икскюлей. В 1898 году мызой стали владеть Буксгевдены, и последним её владельцем был до земельной реформы 1919 года балтийский немец Пауль фон Штральборн (Paul von Straelborn).
На военно-топографических картах Российской империи (1846–1863 годы), в состав которой входила Эстляндская губерния, деревня обозначена как Геймаръ.
С 1717 по 1795 год в деревне работала бумажная фабрика.
Во время революции в России в 1905 году на мызу Геймар было совершено нападение со стороны эстонских мятежников, в результате чего она была сожжена. На сегодняшний день от господского особняка остались только руины.
В середине XIX века в просторном парке мызы работал биолог и ботаник Генрих Август Дитрих (1820—1897). Сейчас в парке заповедник.
На берегу паркового пруда Хаймре находится необычно большой парковый павильон в неоготическом стиле, стены которого сохранились относительно нетронутыми. Временем его строительства считается XVIII век. Согласно народным преданиям, это сооружение стали называть часовней Мухаммеда — его построил для своей восточной возлюбленной Александр Икскюль, сын владельца мызы.
Официальный статус деревни Хаймре получила в 1977 году, до этого была поселением, образовавшимся на землях бывшей мызы в 1920-х годах.
Самым известным уроженцем является первый водитель в деревне Рейн Калтсенау (Rein Kaltsenau). Получив лицензию на автомобиль в 1910 году, на протяжении 40 лет он работал водителем.

## Инфраструктура
В деревне есть народный дом и библиотека.